# Pakubuwono VII van Surakarta
Pakubuwono VII van Surakarta, officieel "Z.H Sampeyan Dalam ingkang Sinuhun Kanjeng Susuhunan Prabhu Sri Paku Buwana VII Senapati ing Alaga Ngah 'Abdu'l-Rahman Saiyid ud-din Panatagama [Sunan Purbaya], Susuhunan  van Surakarta" , werd op 28 juli 1796 als zoon van de vierde susuhunan geboren in de kraton van Surakarta en stierf daar op 10 mei 1858. Hij kreeg als prins de naam "Kanjeng Pangeran Ngabehi" en werd later verheven tot "Kanjeng Gusti Pangeran Adipati Arya Purbaya". Toen hij op 13 juni 1830 als kroonprins werd aangewezen voerde hij een dag lang de titel "Kanjeng Gusti Pangeran Adipati Anum Amangku Negara Sudibya Rajaputra Narendra ing Mataram".
Op diezelfde 13e juni werd zijn neef Pakubuwono VI door de Nederlandse regering die zijn suzerein was als Susuhunan van Surakarta afgezet. De nieuwe susuhunan werd op 14 juni met de keizerskroon van Surakarta gekroond. De Nederlanders achtten de zesde susuhunan onbetrouwbaar in het neerslaan van de door Diponegoro aangevoerde opstand op Java, die ook wel de Java-oorlog wordt genoemd. De neef ging op Ambon in ballingschap, Pakubuwono VII werd een trouw vazal van de Nederlandse koloniale overheid. Hij was luitenant-kolonel Honorair van het VIIe Regiment Huzaren van het Koninklijk Nederlandsch-Indisch Leger en Commandeur in de Orde van de Nederlandse Leeuw.
De beroemde Indische dichter en 'helderziende' Raden Ngabei Ronggowarsito werd door Pakubuwono VII in zijn Kraton aangesteld als hofdichter.
Pakubuwono VII was een moslim en huwde vier vrouwen. Hij verwekte twee zoons en drie dochters en stierf op 10 mei 1858 in zijn kraton. Zijn lichaam werd in het mausoleum in Imagiri bijgezet. Hij werd niet door een van zijn kinderen opgevolgd.

## Opvolging
- Opvolger van Pakubuwono VI van Surakarta
- Opgevolgd door Pakubuwono VIII van Surakarta